# 美少女学園
『美少女学園』（びしょうじょがくえん）は、1987年11月1日から1988年4月3日まで一部テレビ朝日系列局で放送されていたテレビ朝日製作のテレビドラマ兼バラエティ番組。放送時間は毎週日曜 12:00 - 12:45 （日本標準時）。

## 概要
1987年にオスカープロモーションが開催した『第1回 全日本国民的美少女コンテスト』の受賞者たちを起用していたテレビドラマ。グランプリ受賞者の藤谷美紀を主役に据え、その他の受賞者たちも出演させていた。第1話と1988年1月3日放送の『美少女学園スペシャル』には、国民的美少女コンテストの火付け役となった後藤久美子がゲスト出演した。
内容は学園ドラマで、あらすじは「美少女学園とは芸能人養成学校。現実に美少女たちを本物のスターに育てていく実録版スター誕生物語…」と教師役の渡辺徹が説明していた。脚本は水島聡ほかが担当。藤谷たちはミッション系のお嬢様学校を思わせる特注の制服を着用し、家庭科の授業のシーンでは調理実習も行っていた。
本番組は純粋なドラマではなく、ドラマパートと出演者たちのレッスン過程を映したドキュメンタリーパートによって構成されていた。他にも『月刊De☆View』の編集長がオーディション情報を紹介するコーナーがあり、ドラマのエキストラの募集も行っていた。番組のエンディングにはNG場面を流していた。
番組のメインであるドラマは途中で立ち消えになり、以後は渡辺徹と久本雅美が司会を務めるバラエティ企画がメインになっていった。さらに番組は1988年4月に同タイトルでの放送を終了し、錦織一清と大島智子が司会を務めるバラエティ番組『キラリ!美少女』へとリニューアルした。本番組に出演していたメンバーのうち、藤谷のみが引き続き『キラリ!美少女』にも出演した。

## 出演者
- 藤谷美紀
- 久本雅美
- 原田伸郎（あのねのね）
- 中山秀征
- 渡辺徹
- 高樹沙耶
- 加茂さくら
- 藤本正則
- 亜里香
- 「第1回 全日本国民的美少女コンテスト」各賞の受賞者たち

## 主題歌
- 水に落ちたヴァイオレット（中村由真、オープニングテーマ）
- OITAな15歳（a-cha、エンディングテーマ）

## 備考
系列局の朝日放送はこの時間帯にローカル番組を放送しており、本番組は未放送だった。